# Herinneringsmedaille 1926
De Herinneringsmedaille 1926 werd op 7 februari 1926 door koningin Wilhelmina bij Hofbesluit ingesteld ter gelegenheid van haar vijfentwintigjarig huwelijk met prins Hendrik van Mecklenburg-Schwerin. De 800 medailles werden toegekend aan familieleden en leden van de hofhouding.
De ronde medaille heeft een diameter van 28,1 millimeter. De voorzijde vertoont de naar links gewende portretten van koningin Wilhelmina en prins Hendrik. Onder aan de nek van Prins Hendrik is het stempel gesigneerd met de naam "Jac.J. van Goor".

Koningin Wilhelmina draagt op dit portret een diadeem.

De keerzijde, ontworpen door Pier Pander, toont het verstrengelde monogram van het koninklijke paar "W" en "H". Hierboven is een beugelkroon geplaatst. Het geheel wordt omkranst door takken van oranjeloof met bloemen en vruchten. Op het punt van samenkomst is een lint geknoopt met het opschrift "1901 7 FEBR. 1926".
De zilveren medaille is geslagen door een hofleverancier, N.V. Ateliers voor Edelsmeed- en Penningkunst v.h. 'Koninklijke Begeer' te Voorschoten.
Het lint is zoals bij Nederlandse medailles gebruikelijk 28 millimeter breed. De kleuren donkeroranje met aan weerszijden een brede lichtblauwe baan en een smalle lichtoranje en rode baan zijn de heraldische kleuren van de huizen Oranje-Nassau en Mecklenburg-Schwerin.
Heren droegen de medaille op de linkerborst, dames aan een strik, zoals afgebeeld.
Er werden 800 medailles geslagen. Hoeveel hiervan daadwerkelijk zijn uitgereikt valt niet meer te achterhalen omdat bij medailles geen lijsten met dragers worden bijgehouden. Waarschijnlijk was prinses Juliana die in 2004 overleed de laatste drager van deze medaille die desondanks nog wordt genoemd in de Draagvolgorde van de Nederlandse onderscheidingen.
Het aantal toegekende medailles was zo gering, 36 jaar later lieten Juliana en Bernhard bij hùn zilveren huwelijk 1810 medailles uitreiken, omdat het feest in kleine kring op Het Loo werd gevierd. Door overstromingen was het Land van Maas en Waal verwoest. De koningin wilde geen aanstoot geven met feestelijkheden.
Herinneringsmedailles als deze, zie ook de inhuldigingsmedaille en huwelijksmedaille, zijn geen koninklijke onderscheidingen maar zij worden door de koning(in) als hoofd van haar Huis verleend. Nederlandse militairen krijgen collectief verlof om dergelijke medailles te dragen.